# Venezillo californicus
Venezillo californicus är en kräftdjursart som först beskrevs av Gustav Budde-Lund 1885.  Venezillo californicus ingår i släktet Venezillo och familjen Armadillidae. Inga underarter finns listade i Catalogue of Life.